# Rudolf Hoppe (Theologe)
Rudolf Hoppe (* 3. August 1946 in Recklinghausen) ist ein deutscher, römisch-katholischer Neutestamentler.

## Leben
Nach der Schulzeit 1953–1966 (1953–1957 Kath. Volksschule Köln Buchheim, 1957–1966 Dreikönigsgymnasium) studierte er von 1966 bis 1971 Philosophie und katholische Theologie in Bonn (1966–1969 sowie 1971) und Freiburg im Breisgau (1969/1970) (Theologisches Examen 1971). Das Promotionsstudium 1971–1974 an der Albert-Ludwigs-Universität Freiburg schloss er im Frühjahr 1976 mit der Promotion zum Dr. theol. (Betreuer: Anton Vögtle) mit der Dissertation Der theologische Hintergrund des Jakobusbriefes ab. Von 1974 bis 1976 absolvierte er die praktische Ausbildung im Priesterseminar Köln. Nach der Priesterweihe 1976 in Köln war er von 1976 bis 1981 Kaplan an der Katholischen Kirchengemeinde St. Gereon (Monheim). Von 1981 bis 1984 war er hauptamtlicher Religionslehrer in Leverkusen und Langenfeld, danach von 1984 bis 1986 wissenschaftlicher Mitarbeiter beim Katholischen Bibelwerk.
Von 1986 bis 1992 war er Studienrat i. H. an der Fakultät Katholische Theologie der Universität Bamberg. Nach der dort 1991 erfolgten Habilitation (Betreuer: Paul Hoffmann) mit der Habilitationsschrift Das Kreuz als Triumph – Studien zur Rezeption der paulinischen Kreuzestheologie im Kolosserbrief, war er von 1992 bis 2001 Inhaber des Lehrstuhls für Biblische Einleitungswissenschaften, Biblische Umwelt und Kerygmatik an der Katholisch-Theologischen Fakultät der Universität Passau, deren Dekan er von 1996 bis 1998 war. Von 2001 bis 2011 war er Inhaber des Lehrstuhls für Exegese des Neuen Testaments an der Katholisch-Theologischen Fakultät und Direktor des Neutestamentlichen Seminars der Universität Bonn, wo er von 2006 bis 2008 Dekan der Fakultät war.